# Катайорніс
Катайорніс (Cathayornis) — викопний рід енанціорносових птахів, що існував протягом раннього крейдяного періоду (близько 125—112 млн років тому). Скам'янілості знайдені на території Китаю (провінція Ляонін і Внутрішня Монголія).

## Опис

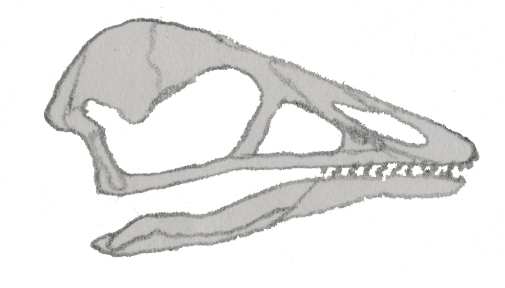
Рисунок черепа

Оцінний розмір тіла сягає 25 см, вага приблизно 20 г. За розмірами були близькі до шпака. Мали нерозвинений пігостиль. У дзьобі були численні дрібні зуби, як і в більшості птахів того часу.

## Класифікація
Інколи рід вважають синонімом роду Sinornis, що мав дещо більші розміри. Описано 4 види, але типовим і, можливо єдиним видом, є — C. yandica.
C. aberransis і C. caudatus, можливо, є лише молодшими синонімами C. yandica.
«C.» chabuensis має значні відмінності, тому, скоріш за все, повинен бути виділений в окремий рід.
Синонімами Cathayornis вважаються роди Cuspirostrisornis і Largirostrornis, але це питання потребує додаткових досліджень.

## Ресурси Інтернету
- Fossil of Cathayornis. [Архівовано 10 лютого 2021 у Wayback Machine.]

| Гасторніс | Це незавершена стаття про викопних птахів. Ви можете допомогти проєкту, виправивши або дописавши її. |